# Monastère d'Oranki
Le monastère de la Mère-de-Dieu d'Oranki (Ора́нский Богоро́дицкий монасты́рь) est un monastère d'hommes sis en Russie à Oranki dans l'oblast de Nijni Novgorod. Il dépend de l'éparchie de Nijni Novgorod de l'Église orthodoxe russe.

## Histoire

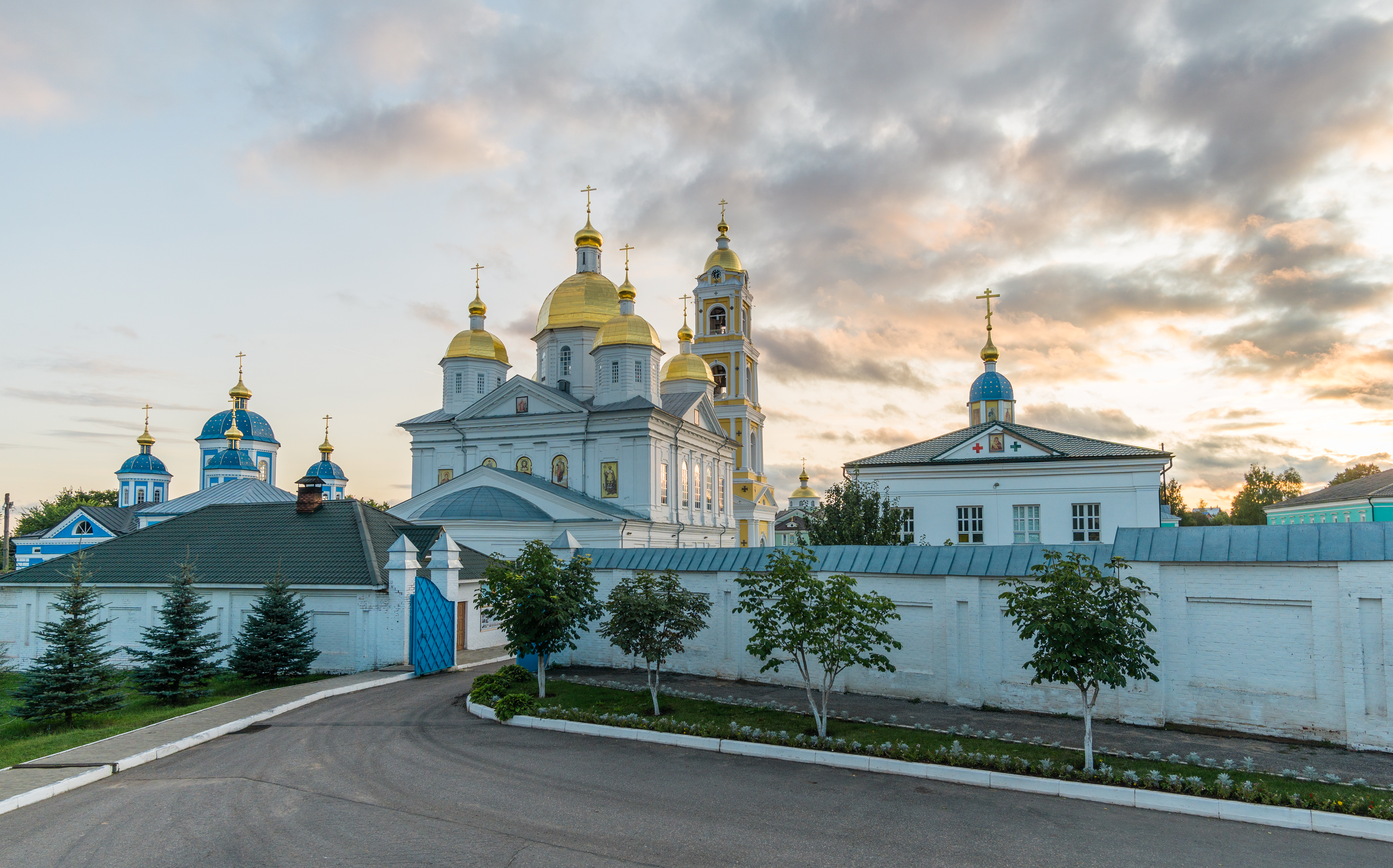
Entrée du monastère.

Le monastère est fondé en 1634 comme ermitage, par le noble Piotr Gliadkov, et placé sous le vocable de l'icône de Notre-Dame de Vladimir d'Oranki. Il devient monastère de 1re classe en 1866.
Quinze moines d'Oranki sont fusillés par les bolchéviques dans la nuit du 17 au 18 août 1918 sur l'île Moltchany de la Volga, non loin de Nijni Novgorod. Parmi eux, il y a son supérieur, l'archimandrite Augustin, et le recteur de l'église Notre-Dame-de-Kazan, le P. Nikolaï Orlovski.
Le monastère est fermé par les autorités locales en 1920. Un goulag (le camp n° 74 du NKVD) pour officiers allemands et des armées alliées du Troisième Reich y est en activité de 1942 à 1949. Ce sont surtout des officiers qui y sont enfermés: des prisonniers allemands, finnois, hongrois, autrichiens, roumains, italiens. Il y a eu douze mille prisonniers en tout. Le maréchal von Paulus y a été de passage en 1943.
Le monastère est rendu à l'Église orthodoxe russe en 1993.

## Renaissance du monastère

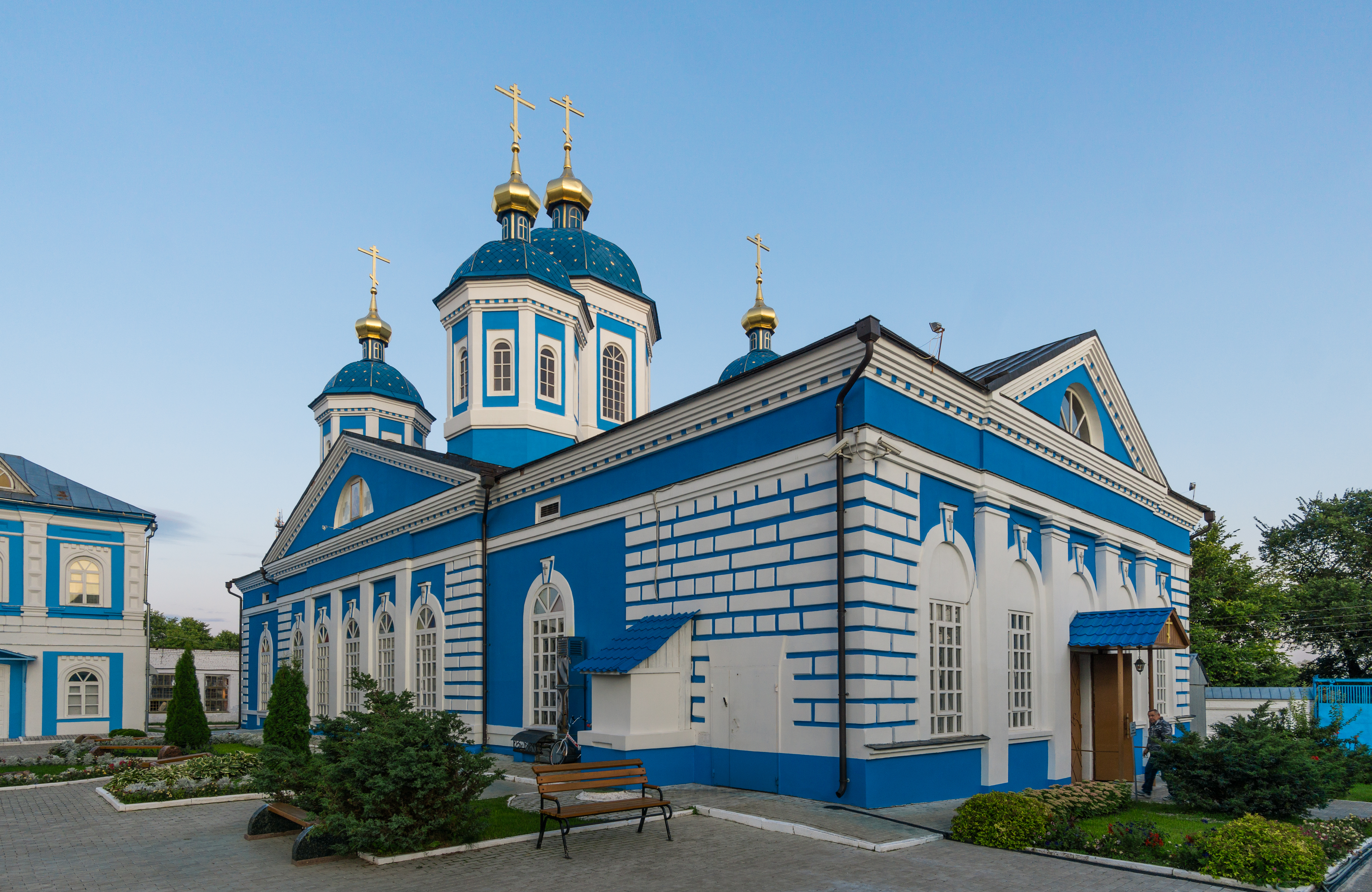
Église de la Nativité-de-la-Vierge.

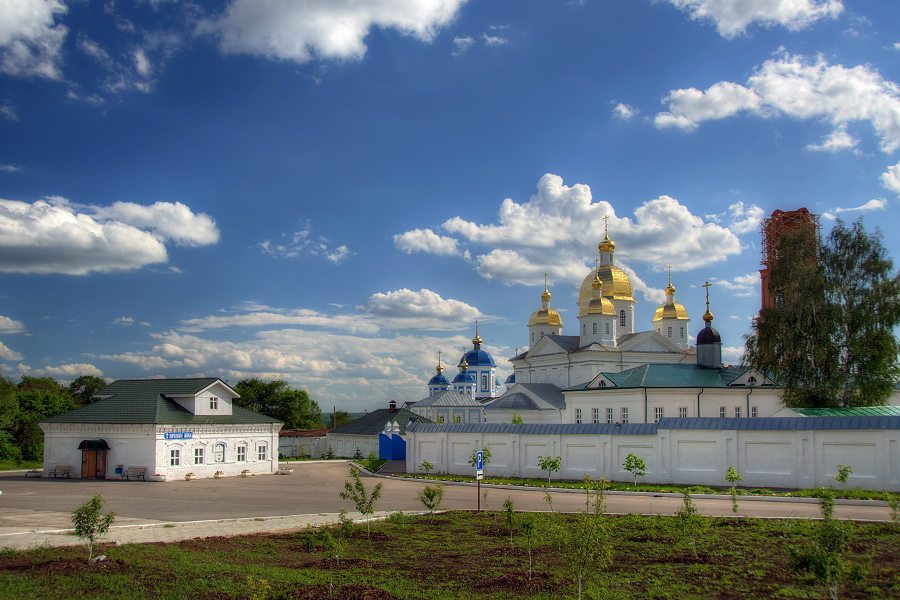
Vue du monastère.

C'est en août 2004 que l'archevêque Georges de Nijni Novgorod invite l'higoumène Nectaire (Martchenko) à faire renaître la communauté monastique, sous la protection de Notre-Dame de Vladimir.
Le Saint-Synode de l'Église orthodoxe russe nomme à la demande de l'archevêque Georges l'higoumène Nectaire comme supérieur du monastère le 27 décembre 2005
À l'été 2009, les trois églises du monastère sont blanchies à la chaux et le bâtiment des cellules des moines est restauré, tandis qu'une clôture de briques est installé autour du monastère avec un grand portail. En juin, une étude des fondations du clocher est réalisée, puis des fonds sont collectés pour sa construction.
L'archevêque Georges de Nijni Novgorod consacre le 21 septembre 2011 l'église de la Nativité-de-la-Vierge et le 8 septembre 2012 il consacre le catholicon à Notre-Dame de Vladimir. Trois mois plus tard, c'est au tour de l'église Saint-Athanase-de-Constantinople au pied du catholicon.
Le 12 décembre 2013, le métropolite Georges consacre l'église Saints-Pierre-et-Paul.
Le 26 août 2014, le métropolite Georges bénit les fondations de l'église-porte en l'honneur de saint Nectaire de Kiev et elle est consacrée en novembre 2016.